# CONCACAF Women’s Gold Cup 2018
Der zehnte CONCACAF Women’s Gold Cup, die nordamerikanische Meisterschaft im Frauenfußball, wurde vom 4. bis 17. Oktober 2018 in den USA ausgetragen. Titelverteidiger waren die USA, die neben Kanada und Mexiko automatisch qualifiziert waren. Zwei von vier mittelamerikanischen Bewerbern konnten sich bei einem Turnier, das im Juni 2018 in Nicaragua stattfand qualifizieren und drei von 22 karibischen Bewerbern konnten sich über zwei Runden qualifizieren, die im Mai und Juli 2018 ausgetragen wurden.
Das Turnier diente auch als Qualifikation für die Weltmeisterschaft 2019 in Frankreich. Neben dem Turniersieger qualifizierten sich der Vizemeister sowie der Drittplatzierte direkt für die Weltmeisterschaft. Der Vierte muss gegen das drittplatzierte Team der CONMEBOL-Qualifikation (Argentinien) um einen weiteren Platz bei der Weltmeisterschaft spielen.
Sieger wurden zum achten Mal die USA, die im Turnier kein Gegentor kassierten und das Finale gegen Kanada mit 2:0 gewannen. Im Spiel um Platz 3 setzte sich Jamaika im Elfmeterschießen gegen Panama durch und qualifizierte sich damit erstmals für eine WM-Endrunde.

## Teilnehmer

### Qualifikation
→ siehe Hauptartikel: CONCACAF Women’s Gold Cup 2018/Qualifikation

### Qualifizierte Mannschaften
Für das Turnier hatten sich folgende Mannschaften qualifiziert:
| 3 gesetzte Mannschaften           | Kanada     | Mexiko | USA (TV)            |
| 2 Mannschaften aus Zentralamerika | Costa Rica | Panama |                     |
| 3 Mannschaften aus der Karibik    | Jamaika    | Kuba*  | Trinidad und Tobago |

* = Erste Teilnahme

## Modus
Bei der Endrunde bildeten die acht Teilnehmer zwei Vorrundengruppen mit je vier Mannschaften, von denen sich jeweils die ersten beiden für das Halbfinale qualifizierten. In der Gruppenphase spielte jede Mannschaft gegen jede andere Mannschaft ihrer Gruppe nach dem Meisterschaftsmodus. Wären zwei oder mehrere Mannschaften punktgleich gewesen, hätten folgende Kriterien entschieden:
1. höhere Punktzahl aus den Spielen der punktgleichen Mannschaften untereinander;
2. bessere Tordifferenz aus diesen Spielen;
3. höhere Anzahl erzielter Tore aus diesen Spielen;
4. bessere Tordifferenz in allen Spielen;
5. höhere Anzahl erzielter Tore in allen Spielen;
6. Losentscheid.

Ab dem Halbfinale wurde das Turnier im K.-o.-System fortgesetzt, wobei sich der Sieger eines Spiels für das Finale qualifizierte. Endete ein Spiel nach Ablauf der regulären Spielzeit unentschieden, gab es eine Verlängerung von zweimal 15 Minuten.  War auch nach der Verlängerung keine Entscheidung gefallen, wurde der Sieger im Elfmeterschießen ermittelt, was nur im Spiel um Platz 3 eintrat.
Die beiden Finalisten und der Sieger des Spiels um Platz drei qualifizierten sich direkt für die Weltmeisterschaft, während der Verlierer des Spiels um Platz drei noch Entscheidungsspiele gegen den Dritten der Südamerikameisterschaft 2018 austragen muss.

## Spielstätten
Vom US-Verband wurden drei Spielstätten benannt:
- WakeMed Soccer Park in Cary
- H-E-B Park in Edinburg
- Toyota Stadium in Frisco

## Spielplan
Die Auslosung fand am 4. September 2018 statt. Die USA und Kanada wurden zuvor als Gruppenköpfe der beiden Gruppen gesetzt.

### Vorrunde

#### Gruppe A
Alle Spiele im WakeMed Soccer Park in Cary.
| Pl. | Land                | Sp. | S | U | N | Tore    | Diff. | Punkte |
| --- | ------------------- | --- | - | - | - | ------- | ----- | ------ |
| 1.  | USA                 | 3   | 3 | 0 | 0 | 018:000 | +18   | 09     |
| 2.  | Panama              | 3   | 2 | 0 | 1 | 005:500 | ±0    | 06     |
| 3.  | Mexiko              | 3   | 1 | 0 | 2 | 004:900 | −5    | 03     |
| 4.  | Trinidad und Tobago | 3   | 0 | 0 | 3 | 001:140 | −13   | 0      |

|                     |   |                     |           |
| 4. Oktober 2018     |   |                     |           |
| Trinidad und Tobago | – | Panama              | 0:3 (0:1) |
| USA                 | – | Mexiko              | 6:0 (1:0) |
| 7. Oktober 2018     |   |                     |           |
| Panama              | – | USA                 | 0:5 (0:4) |
| Mexiko              | – | Trinidad und Tobago | 4:1 (1:0) |
| 10. Oktober 2018    |   |                     |           |
| Panama              | – | Mexiko              | 2:0 (0:0) |
| Trinidad und Tobago | – | USA                 | 0:7 (0:4) |

#### Gruppe B
Alle Spiele im H-E-B Park in Edinburg.
| Pl. | Land       | Sp. | S | U | N | Tore    | Diff. | Punkte |
| --- | ---------- | --- | - | - | - | ------- | ----- | ------ |
| 1.  | Kanada     | 3   | 3 | 0 | 0 | 017:100 | +16   | 09     |
| 2.  | Jamaika    | 3   | 2 | 0 | 1 | 010:200 | +8    | 06     |
| 3.  | Costa Rica | 3   | 1 | 0 | 2 | 009:400 | +5    | 03     |
| 4.  | Kuba       | 3   | 0 | 0 | 3 | 000:290 | −29   | 0      |

|                  |   |            |            |
| 5. Oktober 2018  |   |            |            |
| Costa Rica       | – | Kuba       | 8:0 (6:0)  |
| Kanada           | – | Jamaika    | 2:0 (1:0)  |
| 8. Oktober 2018  |   |            |            |
| Jamaika          | – | Costa Rica | 1:0 (1:0)  |
| Kuba             | – | Kanada     | 0:12 (0:5) |
| 11. Oktober 2018 |   |            |            |
| Kuba             | – | Jamaika    | 0:9 (0:4)  |
| Costa Rica       | – | Kanada     | 1:3 (0:2)  |

### Finalrunde
|  | Halbfinale       | Halbfinale       |                  |       | Finale           | Finale           |
|  |                  |                  |                  |       |                  |                  |
|  | USA              | 6                |                  |       |                  |                  |
|  | Jamaika          | 0                |                  |       |                  |                  |
|  | 14. Oktober 2018 |                  |                  |       |                  |                  |
|  |                  |                  | 17. Oktober 2018 |       |                  |                  |
|  | USA              | 2                |                  |       |                  |                  |
|  |                  | Kanada           | 0                |       |                  |                  |
|  |                  |                  |                  |       |                  |                  |
|  | 3. Platz         |                  |                  |       |                  |                  |
|  | 14. Oktober 2018 | 14. Oktober 2018 | Jamaika          | 2 (4) |                  |                  |
|  | Kanada           | 7                | Panama           | 2 (2) |                  |                  |
|  | Panama           | 0                |                  |       | 17. Oktober 2018 | 17. Oktober 2018 |

#### Halbfinale
|                                             |   |         |           |
| 14. Oktober 2018 in Frisco (Toyota Stadium) |   |         |           |
| USA                                         | – | Jamaika | 6:0 (5:0) |
| Kanada                                      | – | Panama  | 7:0 (1:0) |

#### Spiel um Platz 3
|                                             |   |        |                                 |
| 17. Oktober 2018 in Frisco (Toyota Stadium) |   |        |                                 |
| Jamaika                                     | – | Panama | 2:2 n. V. (1:1, 1:0), 4:2 i. E. |

### Finale
| Kanada                                      | Kanada | USA | USA |
| ------------------------------------------- | --- | --- | --- |
| Kanada                                      | \| 17. Oktober 2018 in Frisco (Toyota-Stadion) \| \| Ergebnis: 0:2 (0:1) \| \| Zuschauer: 6.986 \| \| Schiedsrichterin: Lucila Venegas ( Mexiko) \| \| Spielbericht \| | \| 17. Oktober 2018 in Frisco (Toyota-Stadion) \| \| Ergebnis: 0:2 (0:1) \| \| Zuschauer: 6.986 \| \| Schiedsrichterin: Lucila Venegas ( Mexiko) \| \| Spielbericht \|                                                                                     | USA |
| Kanada                                      | Stephanie Labbé – Allysha Chapman (76. Diana Matheson), Shelina Zadorsky, Kadeisha Buchanan, Ashley Lawrence – Rebecca Quinn, Jessie Fleming, Nichelle Prince (46. Adriana Leon) – Janine Beckie (88. Jordyn Huitema), Christine Sinclair , Sophie Schmidt Cheftrainer: Kenneth Heiner-Møller ( Dänemark) | Alyssa Naeher – Crystal Dunn (90.+3' Casey Short), Becky Sauerbrunn, Abby Dahlkemper, Kelley O’Hara – Lindsey Horan, Julie Ertz, Rose Lavelle (88. Carli Lloyd) – Megan Rapinoe, Alex Morgan , Tobin Heath (90.+2' Mallory Pugh) Cheftrainerin: Jill Ellis | USA |
| Kanada                                      | 0:1 Rose Lavelle (2.) 0:2 Alex Morgan (89.) | | USA |
| Kanada                                      | Rebecca Quinn, Allysha Chapman, Kadeisha Buchanan, Jessie Fleming | Tobin Heath | USA |
| 17. Oktober 2018 in Frisco (Toyota-Stadion) | | |     |
| Ergebnis: 0:2 (0:1)                         | | |     |
| Zuschauer: 6.986                            | | |     |
| Schiedsrichterin: Lucila Venegas ( Mexiko)  | | |     |
| Spielbericht                                | | |     |

- Schiedsrichterassistentinnen:  Princess Brown und  Mijensa Rensch, Vierte Offizielle:  Tatiana Guzmán

## Schiedsrichterinnen
Hauptschiedsrichterinnen:
- Mirian León
- Melissa Borjas
- Odette Hamilton
- Marie-Soleil Beaudoin
- Carol Chénard
- Francia González
- Lucila Venegas
- Tatiana Guzmán
- Crystal Sobers
- Ekaterina Koroleva

Schiedsrichterassistentinnen (Auswahl):
- Princess Brown
- Stephanie-Dale Yee Sing
- Mijensa Rensch
- Felisha Mariscal
- Kathryn Nesbitt

## Beste Torschützinnen
| Rang | Spielerin          | Tore |
| ---- | ------------------ | ---- |
| 1    | Alex Morgan        | 7    |
| 2    | Adriana Leon       | 6    |
| 3    | Jody Brown         | 4    |
|      | Jordyn Huitema     | 4    |
|      | Christine Sinclair | 4    |
|      | Tobin Heath        | 4    |
| 7    | Khadija Shaw       | 3    |
|      | Nichelle Prince    | 3    |
|      | Rose Lavelle       | 3    |
|      | Carli Lloyd        | 3    |
|      | Megan Rapinoe      | 3    |

Hinzu kommen neun Spielerinnen mit je zwei und 21 Spielerinnen mit je einem Tor.